# Lithophragma bolanderi
Lithophragma bolanderi är en stenbräckeväxtart som beskrevs av Asa Gray. Lithophragma bolanderi ingår i släktet Lithophragma och familjen stenbräckeväxter. Inga underarter finns listade i Catalogue of Life.